# Amstelveen
Amstelveen este o comună și o localitate în provincia Olanda de Nord, Țările de Jos. Face parte din aglomerația orașului Amsterdam. Până în 1964, Amstelveen s-a numit Nieuwer-Amstel.
Aici s-a născut scriitoarea Aagje Deken.

## Localități componente
Amstelveen, Bovenkerk, Westwijk, Nes aan de Amstel, Ouderkerk aan de Amstel.